# مارغريت لانديس
مارغريت لانديس (بالإنجليزية: Margaret Landis)‏ هي ممثلة أمريكية، ولدت في 31 أغسطس 1890 في تينيسي في الولايات المتحدة، وتوفيت في 8 أبريل 1981 في ألاميدا في الولايات المتحدة.

## وصلات خارجية
- مارغريت لانديس على موقع IMDb (الإنجليزية)
- مارغريت لانديس على موقع قاعدة بيانات الفيلم (الإنجليزية)